# Batéképlatån
Batéképlatån är en platå på gränsen mellan Republiken Kongo och Gabon. På Gabon-sidan ligger den i provinsen Haut-Ogooué, medan det kongolesiska departementet Plateaux har fått sitt namn efter den.
Platån är ett urtida vulkaniskt område som når mellan 550 och 830 meter. Den är rik på mangan. På platån ligger Batéképlatåns nationalpark, som av Gabon föreslagits att bli världsarv.
Flera floder rinner upp i området, såsom Niari-floden, som rinner ut i Kongo, och Ogooué, Mpassa, Ndjoumou, Lekabi och Lekey, som alla rinner ut i Gabon.